# Agencja Unii Europejskiej ds. Szkolenia w Dziedzinie Ścigania
Agencja Unii Europejskiej ds. Szkolenia w Dziedzinie Ścigania (CEPOL) (ang. European Union Agency for Law Enforcement Training z siedzibą w Budapeszcie, dawniej Europejskie Kolegium Policyjne ang. European Police College z siedzibą w Bramshill) – jedna z agencji Unii Europejskiej odpowiedzialna za przygotowywanie, organizowanie i prowadzenie szkoleń dla funkcjonariuszy policji i innych organów ścigania (wcześniej ds. współpracy policyjnej i sądowej w sprawach karnych – czyli III filaru).
Decyzja o jej powstaniu zapadła na posiedzeniu Rady Europejskiej w Tampere w dniach 15–16 października 1999 (punkt 47). Utworzona oficjalnie w 2000 r. na mocy decyzji Rady Unii Europejskiej ds. Wymiaru Sprawiedliwości i Spraw Wewnętrznych nr 2000/820/JHA z dnia 30 grudnia 2000 r., początkowo nie posiadała osobowości prawnej i nie była agencją wspólnotową. Dopiero na mocy decyzji Rady UE ds. WSiSW nr 681/2005/JHA z dnia 20 września 2005 r. CEPOL uzyskał status instytucji unijnej w rozumieniu traktatowym. Decyzja Rady UE weszła w życie z dniem 1 stycznia 2006 r. i do lipca 2016 roku CEPOL funkcjonował na jej podstawie.
1 lipca 2016 r. instytucja zmieniła status, nazwę i siedzibę. Zaczęła funkcjonować jako Agencja Unii Europejskiej ds. Szkolenia w Dziedzinie Ścigania (CEPOL) z siedzibą w Budapeszcie na podstawie rozporządzenia 2015/2219 Parlamentu Europejskiego i Rady Unii Europejskiej z 25 listopada 2015 r. zmieniającego decyzję 2005/681/JHA.
Agencja:    
- prowadzi szkolenia dla funkcjonariuszy policji i innych organów ścigania
- zwiększa bezpieczeństwo w UE dzięki szkoleniom i rozpowszechnianiu wiedzy
- zajmuje się tworzeniem sieci szkoleniowych.

CEPOL oferuje innowacyjne kursy szkoleniowe na zaawansowanym poziomie. Agencja włącza do programów szkoleń aktualną wiedzę z zakresu badań i technologii, a także wspiera współpracę między organami policji.